# Foro Holitorio
El Foro Holitorio (en latín Forum Holitorium, en italiano Foro Olitorio) es uno de los foros públicos de Roma destinado a las actividades económicas. Un área sagrada que comprende tres templos, atribuidos a Jano, Juno Sospita y Spes, están asociados con el foro.

## Localización

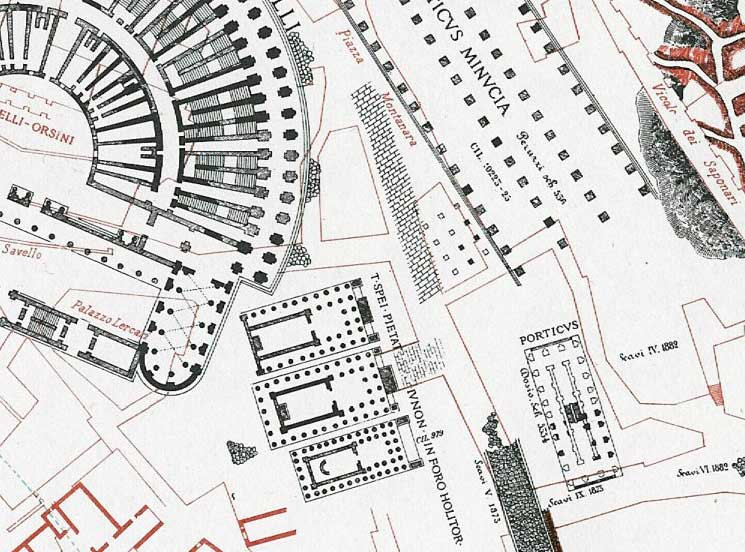
Plano del foro Holitorio y alrededores, por Rodolfo Lanciani, 1893-1901.

El foro está situado entre las laderas de la colina del Capitolio, el Teatro de Marcelo, el Foro Boario y el Portus Tiberino, 1 fuera del recinto de Serviano, probablemente en la Regio IX.

## Función
Esta plaza sirvió de mercado (macellum o forum venalium) y era famosa por la cantidad de verduras y frutas que se ofrecían en ella, de ahí su nombre, que no significa «foro de verduras» sino «foro de los mercaderes de verduras». En efecto, era común en Roma designar los foros por los productos que se vendían en ellos. El foro vecino, Foro Boario, era un mercado de ganado vacuno y ovino, mientras que el Foro Piscarium fue un mercado de pescado. La organización precisa del mercado no es bien conocida, pero en los primeros tiempos de Roma, los agricultores locales tenían que vender sus productos directamente a los habitantes. Poco a poco, con el desarrollo urbano de la ciudad y la construcción de ricas domus en los alrededores, los agricultores tuvieron que dejar de vender al por menor en este mercado, en favor de un comercio al por mayor.
Los intermediarios que se abastecían de hortalizas cercanas y grandes granjas reemplazaron a los agricultores locales. Las frutas y verduras frescas fueron compradas por los minoristas en lugar de los consumidores, y se almacenaron en toda la ciudad, permitiendo a los comerciantes ofrecer productos frescos en todos los barrios e incluso en las afueras de Roma. Al principio del siglo III, el foro se utilizaba para las subastas. En el 388, el foro perdió su función original como mercado de verduras, que ya entonces, se hacía en otro lugar en el Campo de Marte.

## Descripción

### Explanada
La plaza forma un rectángulo alargado de dimensiones modestas para un macellum (125 metros por 50 metros). Está completamente pavimentada con placas de mármol de travertino, del siglo II a. C. La superficie del foro se redujo durante la construcción del teatro de Marcelo a finales del siglo I a. C., cuyo plano invade en parte la plaza.
A mediados del siglo I a. C., un pórtico de dos plantas, el piso inferior de orden toscano con columnas adosadas y el piso superior de orden corintio, bordeó la plaza. Se encuentra frente a los templos y a otro pórtico construido detrás del Templo de Spes por los censores en el año 179 a. C., este último fue destruido durante la construcción del teatro de Marcelo.
Bajo el Imperio, la plaza fue ocupada por un vasto pórtico construido con bloques de travertino y ladrillos, y un complejo de tiendas y oficinas administrativas abrigadas detrás de las arcadas.

### Área sagrada
En el centro de la explanada se encuentran tres templos del período republicano cuya identificación permaneció incierta durante mucho tiempo pero que hoy se atribuyen a Jano, uno de los primeros dioses del panteón romano, a Spes, diosa de la esperanza, y a Juno Sospita. Los dos primeros templos fueron construidos durante la primera guerra púnica. Un cuarto templo, situado inmediatamente al norte de los tres primeros, fue dedicado a la Piedad en el 181 a. C. pero fue finalmente demolido cuando el área fue desarrollada para la construcción del teatro de Marcelo en el 44 a. C.

Los restos de los tres templos son todavía claramente visibles, debajo y alrededor de la iglesia de San Nicola in Carcere. La idea de alinear tres templos tan juntos, formando una especie de pórtico que delimita el área sagrada, era nueva en la arquitectura romana de esa época. El objetivo parece ser proporcionar un fondo monumental al área sagrada y a la plaza pública. Los tres templos combinan los estilos arquitectónicos etrusco-romano y helénico.

#### Tempo de Jano
El templo de Jano, el mejor conservado de los tres, es el más septentrional, el más cercano al teatro de Marcelo. Fue dedicado por Cayo Duilio después de su victoria sobre los cartagineses en Milas en el 260 a. C. El templo fue reconstruido en el primer siglo a. C. y luego restaurado varias veces a principios del Imperio.
Es un templo períptero sine postico hexástilo de orden jónico con dos filas de columnas en la fachada y nueve laterales.15. El podio del templo, hecho de opus caementicium cubierto de travertino, es visible en las galerías subterráneas de la iglesia. Tiene 26 metros de largo y 15 metros de ancho, con una serie de aberturas, que se llenaron durante el primer siglo, cuya función sigue siendo desconocida. Una de las columnatas laterales se conserva casi por completo, incluida en el muro norte de la iglesia. Las columnas son altas y delgadas (0,7 metros de diámetro), los fustes están tallados en un único bloque y descansan en las bases del ático. Las columnas y el entablamento de los lados son de peperino, mientras que en la fachada son de travertino. La diferencia entre los dos materiales está oculta por el uso del estuco en el que se hicieron las decoraciones.
Debido al legendario papel de Jano en la guerra entre Roma y los Sabinos, era costumbre en la tradición romana dejar abiertas las puertas del Templo de Jano en tiempos de guerra. Únicamente se cerraban durante los períodos en que Roma estaba en paz.

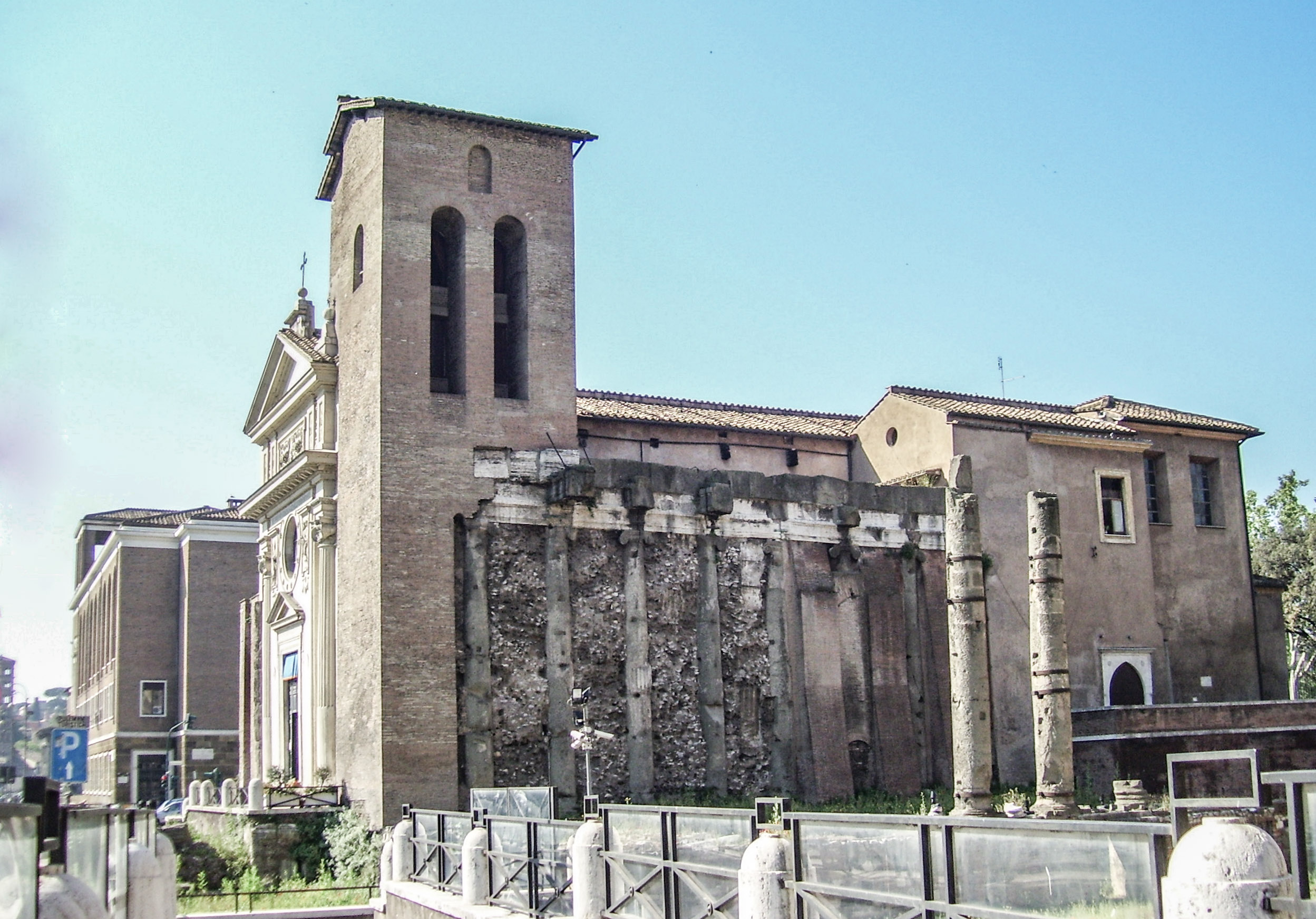
Columnas del templo de Jano.
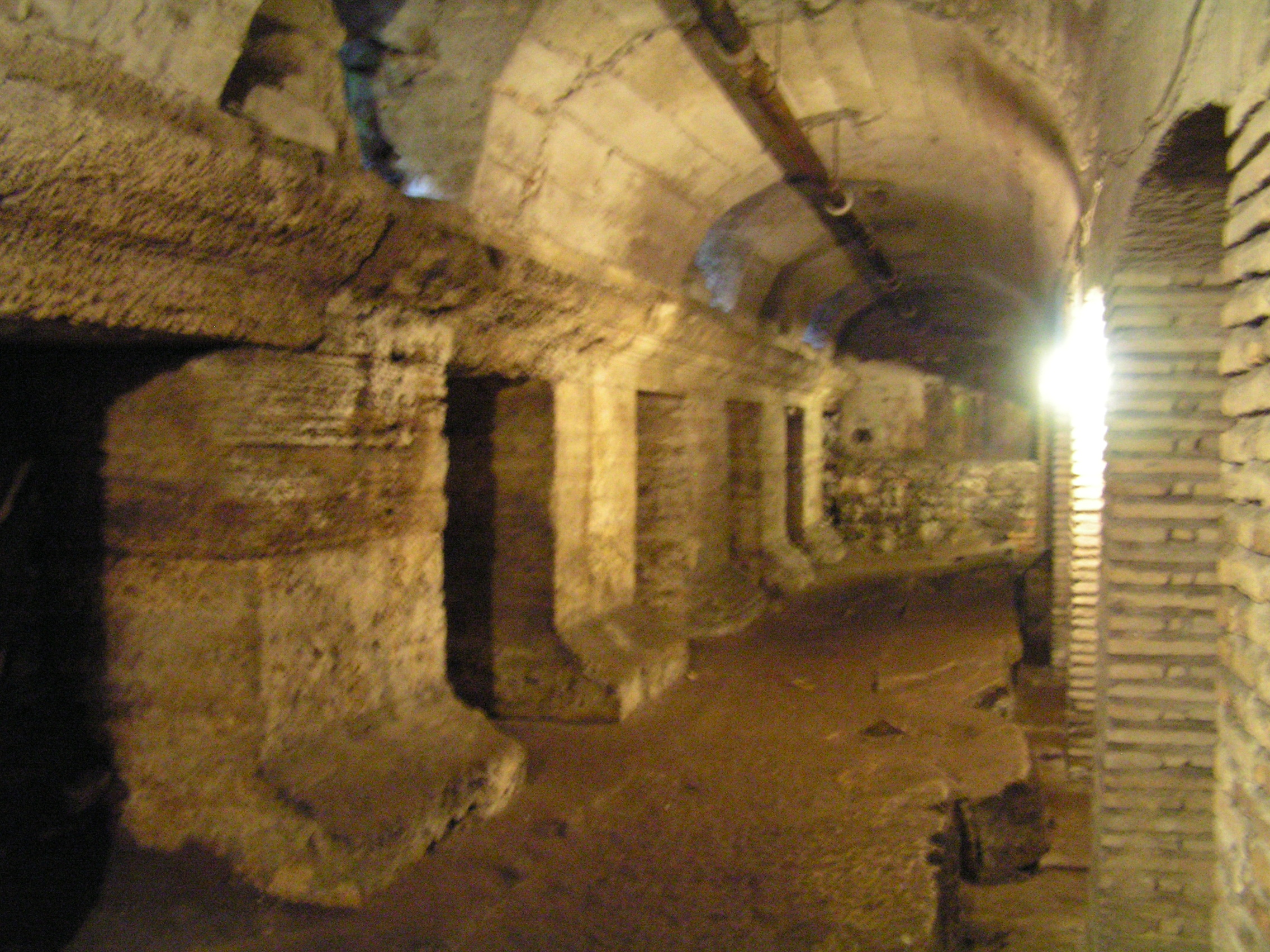
Vestigios del podio, con la serie de aberturas.

#### Tempo de Spes
El templo de Spes es el más meridional, cerca de la puerta de Carmentale y el Portus Tiberinus. Fue construido por Aulo Atilio Calatino en el 258 a. C., y es una continuación de la construcción del primer templo de Cayo Duilio. Restaurado en el año 232 a. C., fue alcanzado por un rayo en el año 218 a. C. y dañado en el año 213 a. C. en un incendio, que también afectó a los templos de Fortuna y Mater Matuta, y fue reconstruido inmediatamente. El templo fue afectado de nuevo por un incendio en el 31 AC y fue restaurado en el 17 DC por Tiberio. Finalmente, el templo fue reconstruido por última vez bajo Antonino Pío en el primer siglo.
De orden toscano, tiene 25 metros de largo y 11 metros de ancho. Es un períptero hexástilo con once columnas laterales, un plano inusual en el momento de su construcción. Las columnas de travertino, cuyos fustes son lisos, están cubiertas de estuco para darles un aspecto marmóreo.

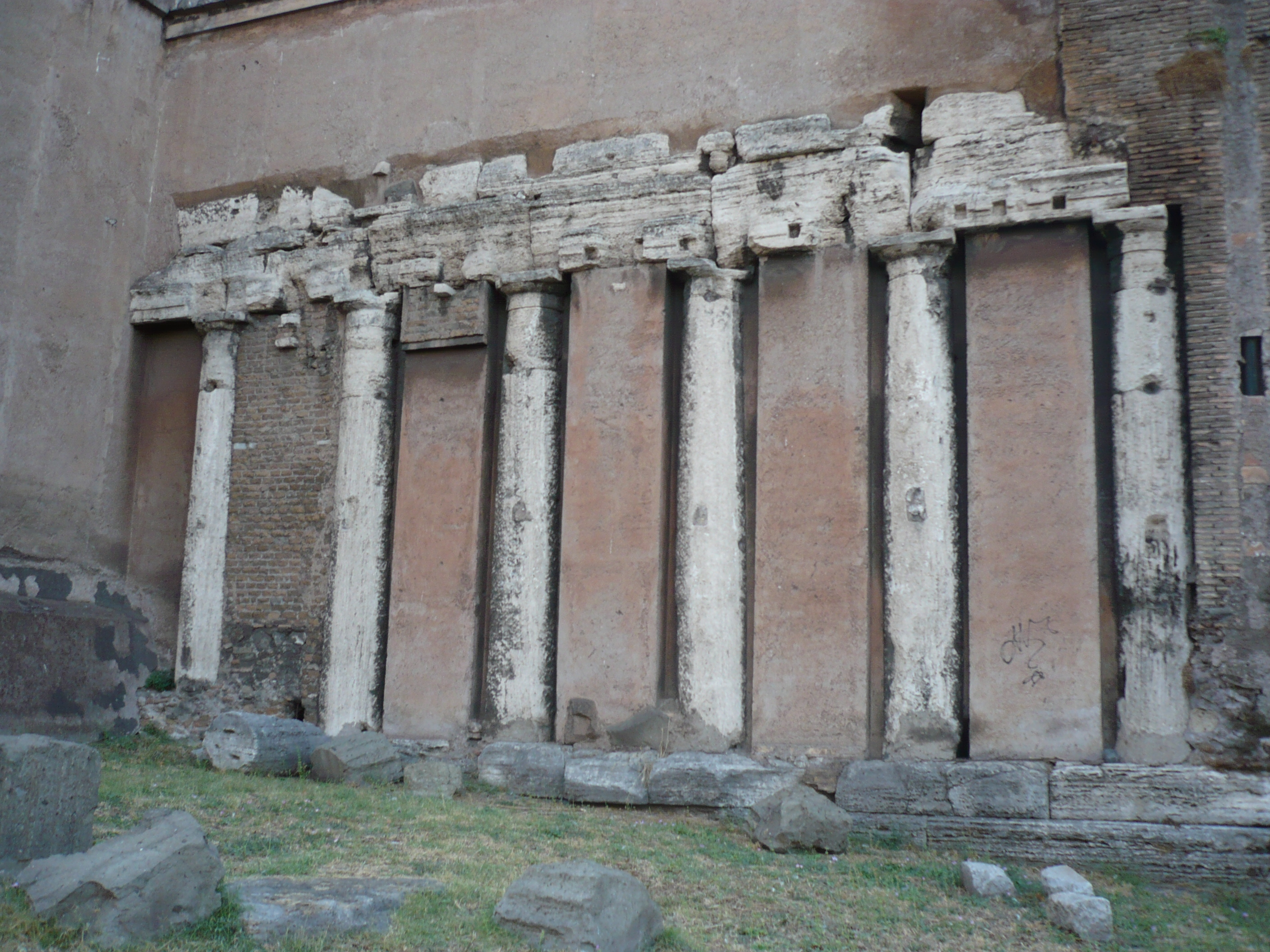
Vestigios del templo de Spes.
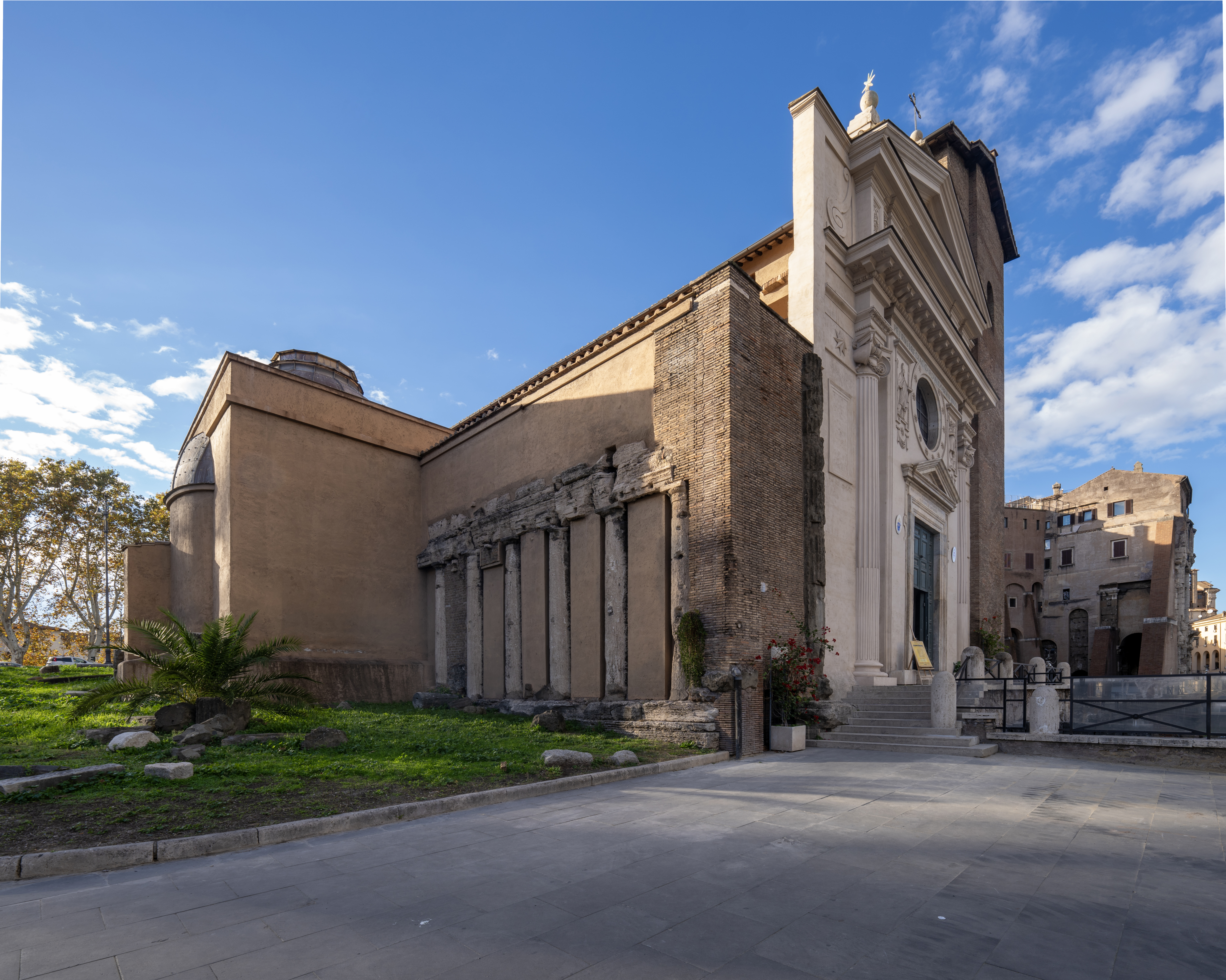
Columnata del templo integrada en el muro de la iglesia.

#### Templo de Juno Sospita
El Templo de Juno fue el último en ser construido entre el 197 (fecha del voto) y el 194 a. C. (fecha de la dedicación) por Cayo Cornelio Cetego, colocado entre los otros dos templos. Se encuentra incluido en la iglesia de San Nicola in Carcere.
El templo, un períptero hexástilo jónico, con once columnas laterales, tiene 34 metros de largo y 15 metros de ancho. El pronaos tiene tres filas de columnas de profundidad, mientras que la columnata trasera es doble. El podio está precedido por una escalera de travertino de cuatro metros de profundidad, en cuyo centro hay un altar. Los restos del podio de piedra y aglomerado, que datan de la restauración del 90 a. C., se pueden ver en el sótano de la iglesia. Algunas columnas de la fachada han sido reutilizadas en la nave de la iglesia. Se conservan otros restos cerca del ábside.

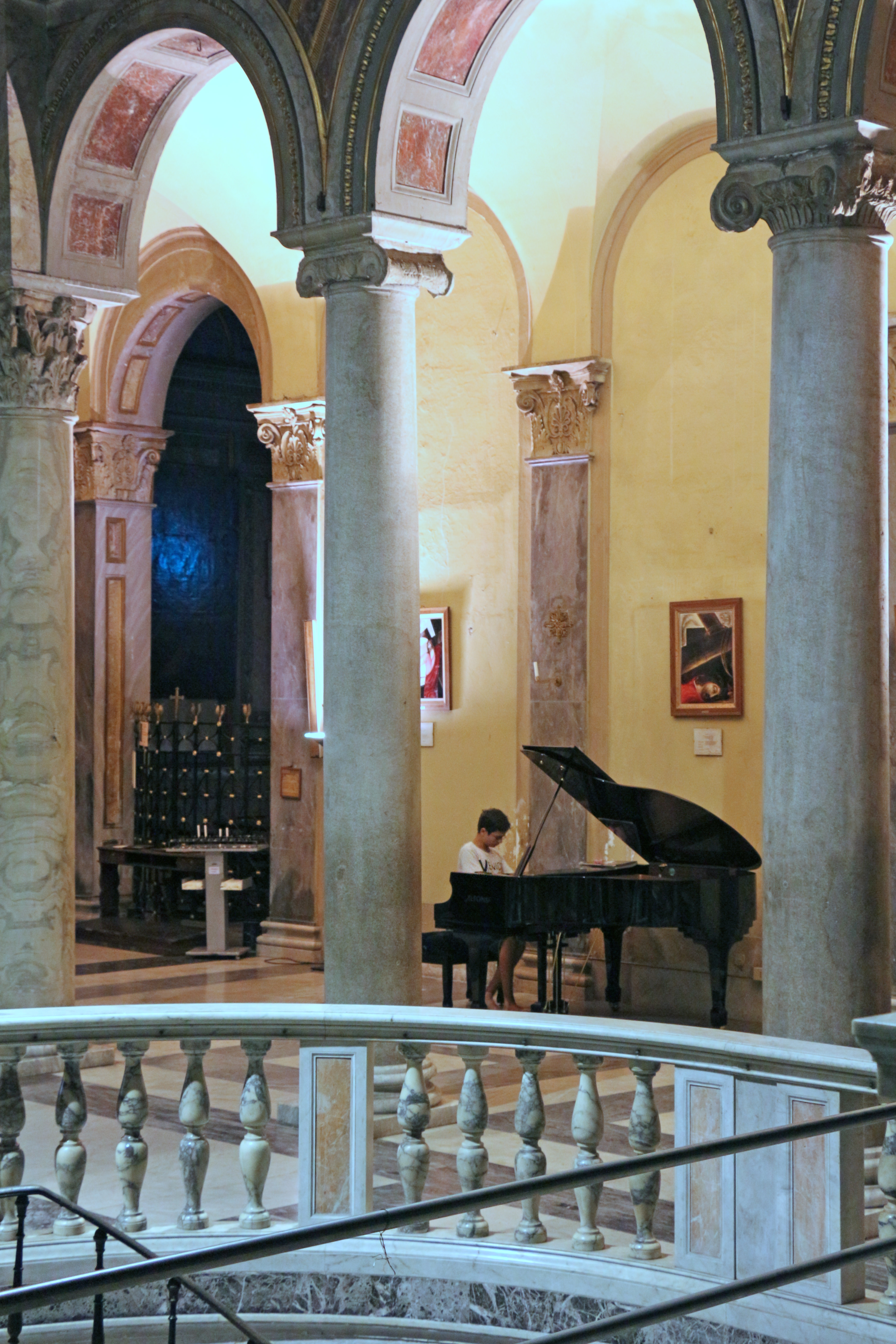
Interior de la iglesia: columna jónica recuperada del templo de Juno Sospita.
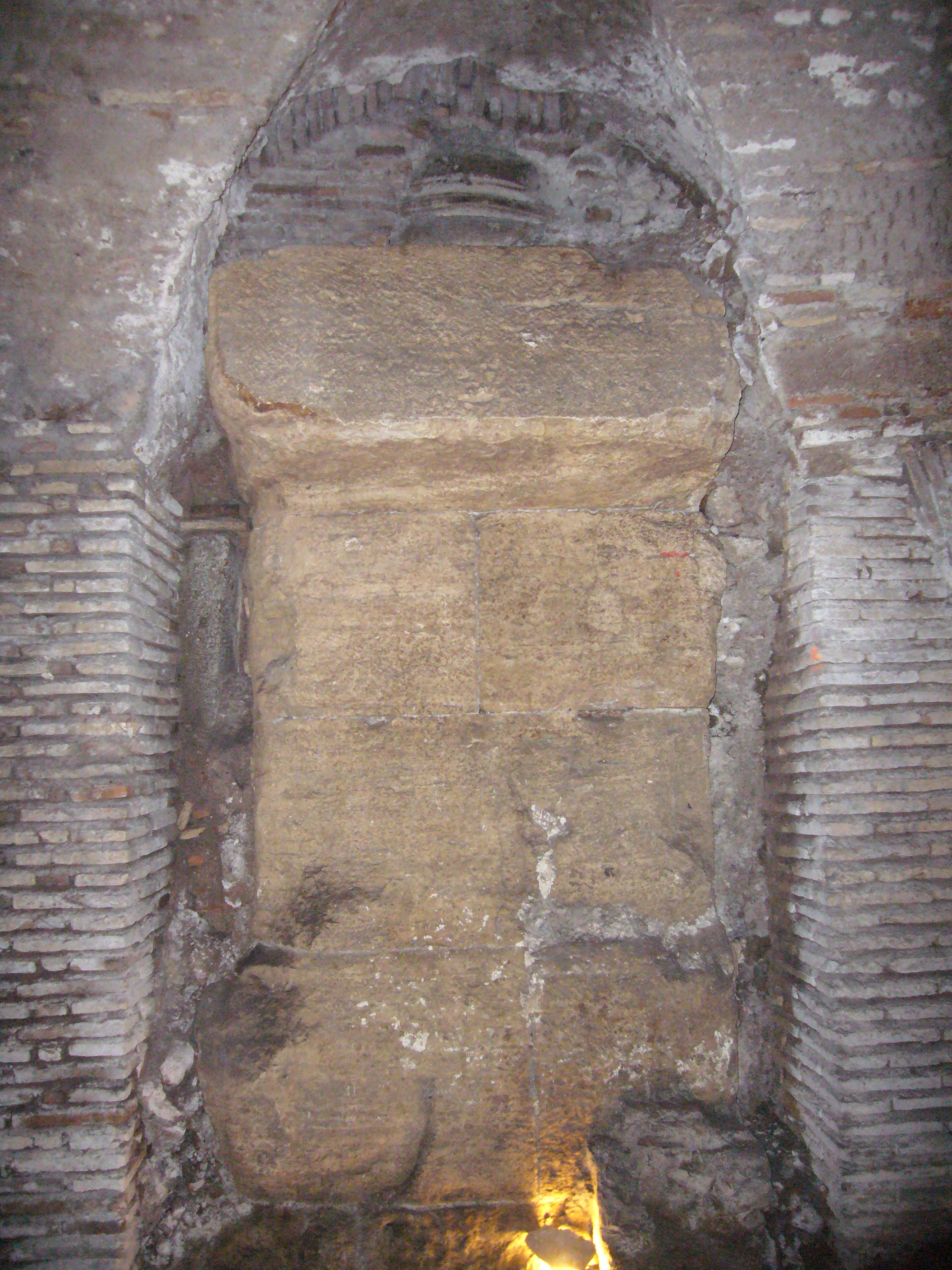
Vestigios del podio sobre la iglesia.